# Manuel Lajo Lazo
Manuel María Constantino Lajo Lazo (Arequipa, 12 de abril de 1949) es un economista y político peruano. Fue congresista de la República durante el periodo 1995-2000.

## Biografía
Nació en Arequipa, el 12 de abril de 1949.
Realizó estudios de Economía en la Universidad de Anglia del Este en Gran Bretaña y fue profesor en la Universidad de Chile y en Pontificia Universidad Católica del Perú. Fue también miembro asociado de la Universidad de Cambridge.
Es autor de una decena de libros referidos principalmente al tema agrario y fue Director del Centro de Estudios Nueva Economía y Sociedad (Cenes).

## Vida política
Integró en 1989 el Consejo Consultivo del Ministerio de Economía y Finanzas.
Su carrera política se inicia en las elecciones constituyentes de 1992, donde fue candidato al Congreso Constituyente Democrático por el Movimiento Democrático de Izquierda, sin embargo, no resultó elegido.

### Congresista (1995-2000)
En las elecciones generales de 1995, fue elegido Congresista de la República por el Movimiento OBRAS, con 6,204 votos, para el periodo parlamentario 1995-2000. En 1999, fue destituido del cargo por una acusación de obligar a sus trabajadores a dar una parte de sus haberes, aunque dicha denuncia fue archivado tiempo después.
Durante su labor legislativa, fue miembro de la Comisión de Fiscalización y de la Comisión de Presupuesto.